# 卡什塔涅鲁 (卡拉泽达-迪安西昂伊什)
卡什塔涅鲁是葡萄牙布拉干萨区的一个堂区。总面积12.98平方公里，总人口586人，人口密度45.1人/平方公里。